# Тревор Форд
Тревор Форд (англ. Trevor Ford; 1 жовтня 1923, Свонсі — 29 травня 2003, Свонсі) — валлійський футболіст, що грав на позиції нападника.
Виступав, зокрема, за клуби «Астон Вілла», «Сандерленд» та ПСВ, а також національну збірну Уельсу. У 1950 році став найдорожчим футболістом в історії футболу.

## Клубна кар'єра
У дорослому футболі дебютував 1946 року виступами за команду «Свонсі Таун», в якій провів один сезон, взявши участь у 16 матчах чемпіонату.
Своєю грою за цю команду привернув увагу представників тренерського штабу клубу «Астон Вілла», до складу якого приєднався влітку 1947 року. Відіграв за команду з Бірмінгема наступні три сезони своєї ігрової кар'єри, провівши за цей час 120 матчів і забивши 60 м'ячів, стаючи 3 рази кращим бомбардиром клубу.
У 1950 році за 30 тис. фунтів Форд був проданий в «Сандерленд». На той момент це був трансферний рекорд. У новій команді валлієць провів три сезони, після чого у 1953 році за 29,5 тис. фунтів повернувся в рідний «Кардіфф Сіті», де також провів три роки і виграв свій єдиний у кар'єрі трофей — Кубок Уельсу в 1956 році, здолавши в фіналі з рахунком 3:2 рідний «Свонсі Таун».
1957 року уклав контракт з нідерландським клубом ПСВ, у складі якого провів наступні три роки своєї кар'єри гравця. В новому клубі був серед найкращих голеодорів, відзначаючись забитим голом в середньому щонайменше у кожній третій грі чемпіонату.
Завершив професійну ігрову кар'єру у клубі «Ньюпорт Каунті», за команду якого виступав протягом сезону 1960/61 років.

## Виступи за збірну
1946 року дебютував в офіційних матчах у складі національної збірної Уельсу. Протягом кар'єри у національній команді, яка тривала 12 років, провів у формі головної команди країни 38 матчів, забивши 23 голи.
Помер 29 травня 2003 року на 80-му році життя у місті Свонсі.

## Статистика

### Клубна
| Клуб              | Сезон             | Ліга | Ліга | Кубки | Кубки | Інші | Інші | Разом | Разом |
| Клуб              | Сезон             | Ігри | Голи | Ігри  | Голи  | Ігри | Голи | Ігри  | Голи  |
| ----------------- | ----------------- | ---- | ---- | ----- | ----- | ---- | ---- | ----- | ----- |
| Суонсі Таун       | 1945/46           | -    | -    | 2     | 3     | 0    | 0    | 2     | 3     |
| Суонсі Таун       | 1946/47           | 16   | 9    | 0     | 0     | 0    | 0    | 16    | 9     |
| Суонсі Таун       | Разом             | 16   | 9    | 2     | 3     | 0    | 0    | 18    | 12    |
| Астон Вілла       | 1946/47           | 9    | 9    | 0     | 0     | 0    | 0    | 9     | 9     |
| Астон Вілла       | 1947/48           | 35   | 18   | 1     | 0     | 0    | 0    | 36    | 18    |
| Астон Вілла       | 1948/49           | 31   | 13   | 4     | 1     | 0    | 0    | 35    | 14    |
| Астон Вілла       | 1949/50           | 36   | 18   | 3     | 0     | 0    | 0    | 39    | 18    |
| Астон Вілла       | 1950/51           | 9    | 2    | 0     | 0     | 0    | 0    | 9     | 2     |
| Астон Вілла       | Разом             | 120  | 60   | 8     | 1     | 0    | 0    | 128   | 61    |
| Сандерленд        | 1950/51           | 26   | 16   | 5     | 1     | 0    | 0    | 31    | 17    |
| Сандерленд        | 1951/52           | 39   | 22   | 2     | 0     | 0    | 0    | 41    | 22    |
| Сандерленд        | 1952/53           | 31   | 20   | 2     | 2     | 1    | 0    | 34    | 22    |
| Сандерленд        | 1953/54           | 12   | 9    | 0     | 0     | 0    | 0    | 12    | 9     |
| Сандерленд        | Разом             | 108  | 67   | 9     | 3     | 1    | 0    | 118   | 70    |
| Кардіфф Сіті      | 1953/54           | 20   | 3    | ?     | ?     | 0    | 0    | ?     | ?     |
| Кардіфф Сіті      | 1954/55           | 35   | 19   | 3     | 5     | 0    | 0    | 38    | 24    |
| Кардіфф Сіті      | 1955/56           | 27   | 13   | ?     | ?     | 0    | 0    | ?     | ?     |
| Кардіфф Сіті      | 1956/57           | 14   | 4    | ?     | ?     | 0    | 0    | ?     | ?     |
| Кардіфф Сіті      | Разом             | 96   | 39   | 5     | 6     | 0    | 0    | 101   | 45    |
| ПСВ               | 1957/58           | 18   | 10   | 2+    | 3+    | 0    | 0    | 20+   | 13+   |
| ПСВ               | 1958/59           | 10   | 3    | -     | -     | 0    | 0    | 10    | 3     |
| ПСВ               | 1959/60           | 25   | 8    | -     | -     | 0    | 0    | 25    | 8     |
| ПСВ               | Разом             | 53   | 21   | 2+    | 3+    | 0    | 0    | 55+   | 24+   |
| Ньюпорт Каунті    | 1960/61           | 8    | 3    | 0     | 0     | 0    | 0    | 8     | 3     |
| Ньюпорт Каунті    | Разом             | 8    | 3    | 0     | 0     | 0    | 0    | 8     | 3     |
| Всього за кар'єру | Всього за кар'єру | 401  | 199  | 26+   | 16+   | 1    | 0    | 428+  | 215+  |

## Досягнення
- Володар Кубка Уельсу: 1955/56
- Включений в список «100 легенд футбольної ліги»